# Wendy Lawson (handball)
Pour les articles homonymes, voir Lawson.
Ne doit pas être confondu avec Wenn Lawson.
Wendy Lawson est une joueuse de handball française née le 28 juin 1991 à Troyes, évoluant au poste d'arrière gauche.

## Biographie
Elle rejoint Nantes à l'intersaison 2012.
Au printemps 2014, après une première saison convaincante en première division, elle est appelée pour la première fois en équipe de France,. Elle connait sa première sélection en équipe de France senior en juin 2014, contre la Finlande, lors des qualifications pour le championnat d'Europe 2014,.
En fin d'année 2015, blessée à l'épaule, elle choisit de se faire opérer et met un terme à sa saison.
En manque de temps de jeu depuis son retour de grossesse à l'automne 2017, elle s'engage pour la saison 2018-2019 avec le club de Rochechouart-Saint Junien évoluant en Nationale 1.

## Palmarès

### En club
- championne de France de deuxième division en 2013 (avec Nantes LAH)

### En sélection
- 4e du championnat du monde jeunes en 2008[10]